# Abdou Souleye Diop
 (février 2021).
La mise en forme du texte ne suit pas les recommandations de Wikipédia : il faut le « wikifier ».
Les points d'amélioration suivants sont les cas les plus fréquents. Le détail des points à revoir est peut-être précisé sur la page de discussion.
- Les titres sont pré-formatés par le logiciel. Ils ne sont ni en capitales, ni en gras.
- Le texte ne doit pas être écrit en capitales (les noms de famille non plus), ni en gras, ni en italique, ni en « petit »…
- Le gras n'est utilisé que pour surligner le titre de l'article dans l'introduction, une seule fois.
- L'italique est rarement utilisé : mots en langue étrangère, titres d'œuvres, noms de bateaux, etc.
- Les citations ne sont pas en italique mais en corps de texte normal. Elles sont entourées par des guillemets français : « et ».
- Les listes à puces sont à éviter, des paragraphes rédigés étant largement préférés. Les tableaux sont à réserver à la présentation de données structurées (résultats, etc.).
- Les appels de note de bas de page (petits chiffres en exposant, introduits par l'outil «  Source ») sont à placer entre la fin de phrase et le point final[comme ça].
- Les liens internes (vers d'autres articles de Wikipédia) sont à choisir avec parcimonie. Créez des liens vers des articles approfondissant le sujet. Les termes génériques sans rapport avec le sujet sont à éviter, ainsi que les répétitions de liens vers un même terme.
- Les liens externes sont à placer uniquement dans une section « Liens externes », à la fin de l'article. Ces liens sont à choisir avec parcimonie suivant les règles définies. Si un lien sert de source à l'article, son insertion dans le texte est à faire par les notes de bas de page.
- La présentation des références doit suivre les conventions bibliographiques. Il est recommandé d'utiliser les modèles {{Ouvrage}}, {{Chapitre}}, {{Article}}, {{Lien web}} et/ou {{Bibliographie}}. Le mode d'édition visuel peut mettre en forme automatiquement les références.
- Insérer une infobox (cadre d'informations à droite) n'est pas obligatoire pour parachever la mise en page.

Pour une aide détaillée, merci de consulter Aide:Wikification.
Si vous pensez que ces points ont été résolus, vous pouvez retirer ce bandeau et améliorer la mise en forme d'un autre article.
Abdou Souleye Diop (né le 21 février 1970 à Dakar) est chef d'entreprise sénégalais. Il est associé gérant de Mazars au Maroc, membre du board de Mazars pour l'Afrique et le Moyen-Orient. Depuis decembre 2024, il a ete elu au Group Governing Board de Forvis Mazars Group.
Il est aussi, depuis septembre 2020, le Président de la commission « Afrique » de la CGEM.

## Carrière
Abdou Diop rejoint Mazars au Maroc en 1992.
Durant ses dix premières années de carrière, il se spécialise dans l’audit avec une implication dans le secteur public.
En 2002, l’Assemblée Générale des Associés de Mazars à Budapest le coopte associé international.
En janvier 2017, il est nommé à la tête de Mazars Maroc, succédant à Kamal Mokdad,. Il intègre la même année le Board Afrique du groupe Mazars.

### Activités Associatives
Abdou Diop contribue à des associations professionnelles ou caritatives.
En septembre 2020, le patronat le nomme président de la Commission « Afrique » de la CGEM sous le mandat de Chakib Alj,'.
Auparavant, Abdou Diop a présidé l’Association des ressortissants sénégalais résidant au Maroc (Arserem) de 2006 à 2013,,. 